# 集水区
集水区是收集水的自然流域或人為的集水设计、结构，計算集水区面積用於河谷、盆地、分水岭在灌溉测算和洪灾的防治方面，为不可忽视的要素。

## 集水區的定義
當雨水從天空中掉落到地面時，有一部份會經由土壤表面的孔隙往下滲透，其餘的部份則在地面上順著地表的高低起伏，逐漸由高處往低處流動。最初這些留在地表上的雨水會累積在山坡上的凹窪處，後來繼續降落的雨水會溢出這些窪地而在山坡上到處亂流，然後慢慢地匯聚成非常細小的涓涓細流。接著這些沒有固定流路的小細流進一步匯聚成較固定的的溪流，許多溪流再繼續集合成大的河流往下流動，最後到達海洋。因此在河流的任何一段河道中流動的河水，都是來自比它高的地方。
對於地表上任何一個地點而言，凡是落在它鄰近某個區域內的雨水，經過不斷匯聚和流動都會流到這個地點，這個雨水降落和匯流的區域就稱為該地點的「集水區」。落在這個集水區邊界以外的雨水，不論怎樣流動，都不會經過這個地點，而是流到其他的溪流當中，因此我們把這些將雨水分到相鄰兩個不同的集水區的山嶺線稱為「分水嶺」。
在靠近分水嶺的小溪流的集水區通常很小，幾乎所有的流水都是直接來自它周圍的地區。這些小溪流是一些大河流的上游部份，當它們繼續往下流動時，逐漸與其他許多小溪流匯聚而形成大的河流。因此在大河流中流動的河水，通常包含來自各個不同小溪流的流水，它的集水區也因而包含所有這些小溪流的集水區，而有很大的面積。當河流由山區順著地形往下流到平原，並繼續往前流動，就在它流進海洋之前的一段稱為河流的下游部份，這時候所涵蓋的集水區最大。